# サンタ・フェ (グラナダ県)
サンタ・フェ（Santa Fe）は、スペイン・アンダルシア州グラナダ県のムニシピオ（基礎自治体）。グラナダ都市圏を構成する自治体の一つである。

## 歴史
ナスル朝への最後の猛攻撃に備え、カトリック両王が計画した軍事基地がサンタ・フェの発祥である。サンタ・フェの歴史はスペインの近代史と並行する。1483年、カトリック両王はサンタ・フェの一時的な基地に移り住んだ。1491年にグラナダ戦争の終結を決め、その後サンタ・フェ基地を石とレンガで覆った。これはアルハンブラ宮殿の都市グラナダを包囲しているという心理的圧迫を加えるためであった。こうして建てられたサンタ・フェの町は、当時の年代記によれば、職人たちの誇りをかきたてたという。壁と塔をそなえ4つの門を持っていた。この巨大事業に80日を費やしたという。
1492年、サンタ・フェのカサ・レアルにて、グラナダ王ボアブディルはカトリック両王に対し降伏文書に署名した。これは王国の明け渡しと住民の将来を明らかにするものだった。一方でカトリック両王は、1492年にクリストファー・コロンブス（クリストーバル・コロン）のインド航路開拓に資金を出すことを同意した。

## 人口
| サンタ・フェの人口推移 1900－2010                       |
|                                                         |
| 出典:INE（スペイン国立統計局）1900年 - 1991年、1996年 - |

## 姉妹都市
- アンバート、エクアドル
- バイヨーナ、スペイン
- ブリビエスカ、スペイン
- グアナフアト、メキシコ
- マグダレーナ・デル・マル、ペルー
- オコタル、ニカラグア
- パロス・デ・ラ・フロンテーラ、スペイン
- サン・ミゲル・デ・アジェンデ、メキシコ
- サンタ・クルス・デ・グアナカステ、コスタリカ
- サンタ・フェ、アルゼンチン
- サンタ・フェ、キューバ
- サンタフェ (ニューメキシコ州)、アメリカ合衆国
- ボゴタ、コロンビア
- サンタ・フェ・デ・ソルテ、ベネズエラ
- ケツァルテナンゴ、グアテマラ
- バルパライソ、チリ
- ヴィール (カルヴァドス県)、フランス